# De Graillet

De Graillet is een uit Fléron afkomstige familie waarvan leden sinds 1822 tot de Nederlandse adel behoren en die in 1876 uitstierf.

## Geschiedenis
De stamreeks begint met Jean Paschal Graillet die in 1669 in Fléron werd begraven. Zijn achterkleinzoon Nicolas-Matthieu de Graillet (1719-1796), burgemeester van Luik, werd in 1774 verheven tot des H.R.Ridder; in 1781 werd hij verheven tot baron. Een zoon van de laatste, luitenant-kolonel François Charles Louis de Graillet (1773-1848), werd bij Koninklijk Besluit erkend te behoren tot de Nederlandse adel met de titel van baron bij eerstgeboorte. Met een zoon van de laatste stierf het geslacht in 1876 uit.
Een andere zoon, 1e luitenant jhr. Louis François Marie de Graillet (1798-1825) erkende bij notariële akte drie dochters; aangezien deze niet voor de Burgerlijke Stand werden erkend, worden zij niet tot de Nederlandse adel gerekend.